# Meiken Lassie
Meiken Lassie (名犬ラッシー, Meiken Rasshī; traduzido como "A Famosa Cadela Lassie") é uma série de anime japonesa produzida pela Nippon Animation  em 1996 como a 23.ª entrada da World Masterpiece Theater. O anime foi baseado no romance A Força do Coração de 1940 do autor Eric Knight e também a segunda série animada de Lassie produzida, desde Lassie's Rescue Rangers.

## Enredo
John é um menino alegre e de bom caráter que vive em uma população mineira de carvão na Inglaterra.  Um dia, encontra uma pequena cadela perdida entre um rebanho de ovelhas, John a acolhe, e a leva para casa e a chama de Lassie.  Em seguida, o garoto e a cadela se tornam grandes amigos, quase como irmãos.  Lassie é uma cadela charmosa e extremamente inteligente e todo mundo adora ela e a respeita.  No entanto, sua felicidade não dura muito, um dono de uma mina de carvão fecha sua empresa já que não tem mais carvão na mina.  John visita o dono para lhe pedir que faça uma investigação inteira da mina, o dono aceita, mas a troca de levar Lassie para Escócia.
Priscilla, a neta do dono da mina agora é dona da Lassie, que também é amiga de John, não suporta ver o animal preso na jaula, por essa razão, a deixa solta em liberdade.  Lassie recorre um longe e duro caminho desde a Escócia até seu antigo povo.  Lassie corre, e quer voltar junto com John, seu amigo e irmão, quanto antes.

## Episódios
1. Eu não estou sozinho
2. Casa de família perturbadora
3. Adeus Lassie
4. Dia de pagamento do pai
5. Seis milhas perdida
6. Corra através da tempestade
7. Prendam o assaltante silencioso
8. Eu não gosto da Lassie
9. Princesa do céu
10. Primeira sessão do fermento de bolo
11. Priscilla, o último egoísmo
12. Quem causou o bolo?
13. Sandy rouba vacas?
14. Siga o homem estranho!
15. Retorne inocência de Ian!
16. Anda logo! Ajude o Professor Hopper
17. O casamento do Sr. Curry
18. Hurly Burly! O elefante do circo foge
19. O primeiro amor de Colin
20. Mãe Caiu! É sério
21. Quero conhecer a avó
22. A decisão de John e a mina!
23. Faça o seu melhor para defender John, Lassie!
24. Notícias incertas! Procurando por Lassie!
25. Bem-vinda de volta ao lar, Lassie
26. Corra para o sonho[carece de fontes?]

## Temas
- Tema de abertura: "Owaranai Monogatari" por Jun Morioka.
- Tema de encerramento: "Shōnen no Oka" por Jun Morioka.